# Иоффе, Михаил Яковлевич
Михаи́л Я́ковлевич Ио́ффе (род. 7 апреля 1937, Москва, СССР) — советский и российский экономист, общественный деятель, методолог и организатор бизнес-образования. Доктор экономических наук (1988), профессор (1991), заслуженный деятель науки Российской Федерации (2006).

## Биография
Родился 7 апреля 1937 года в Москве. В 1959 году с отличием окончил Московский институт народного хозяйства им. Г. В. Плеханова (ныне — РЭУ им. Г. В. Плеханова) по специальности «экономика торговли». Будучи студентом 3-го курса торгово-экономического факультета, получил персональную стипендию имени И. В. Сталина.
В 1969 году защитил диссертацию на соискание учёной степени кандидата экономических наук, в 1972 году был избран доцентом. В 1988 году Иоффе была присуждена учёная степень доктора экономических наук по специальности «Экономика и управление народным хозяйством», в 1991 году было присвоено учёное звание профессора.
На протяжении более чем полувека преподаёт в Российском экономическом университете имени Г. В. Плеханова. В 2001 году выступил инициатором создания в вузе новой учебной программы «Мастер делового администрирования» (МВА).
В 1988 году стал учредителем, научным руководителем и ректором бизнес-школы «Синергия» (с 1995 г. — Институт экономики и финансов «Синергия») в статусе советско-итальянского образовательного учреждения негосударственного (частного) профиля.
Член совета Ассоциации выпускников Российского экономического университета имени Г. В. Плеханова.
Действительный член общественной организации «Академия естественных наук».

## Научная деятельность
С 1992 по 2016 годы являлся членом Учёного Совета РЭУ имени Г. В. Плеханова, членом ряда диссертационных советов.
Опубликовал в России и за рубежом 80 работ экономического и образовательного профиля объёмом свыше 150 печатных листов.
Под его научным руководством и консультированием защищено более 20 кандидатских и 4 докторских диссертации, подготовлено несколько сотен студенческих и магистерских работ.

## Общественная и административная деятельность
В 1959—1962 годах избирался освобождённым секретарём комитета ВЛКСМ МИНХ имени Г. В. Плеханова, был членом бюро Москворецкого районного комитета ВЛКСМ, в 1979—1980 годах был руководителем Олимпийской комиссии института.
В 1992 году постановлением Правительства Российской Федерации от 16 ноября 1992 года № 880 был избран членом Совета по промышленной политике при Правительстве России. В том же году выступал с докладами на международном форуме Европейского союза по проблемам малого и среднего бизнеса, г. Миккели (Финляндия), и на международной конференции «Деловое партнёрство: Восток-Запад» в г. Болонья (Италия), организованной Университетом Джонса Хопкинса (США).
В 1996—1998 годы руководил созданным им при поддержке Совета Федерации РФ Международным журналом для региональных и зарубежных инвесторов «Потенциал России».
В 1999 — член Научно-методологического Совета Министерства по налогам и сборам Российской Федерации, в 2000 — член Президентского Совета Палаты налогового консультирования.
С 2002 года — ректор Международной академии футбольной и спортивной индустрии (МАФСИ).
В 2005 году — член комиссии Министерства науки и образования Российской Федерации по лицензированию и аккредитации программ МВА, член совета Российской Ассоциации бизнес-образования (2001—2012).

## Награды
- Медаль «Ветеран труда» (23.03.1987 г.) за долголетний добросовестный труд от имени Президиума Верховного Совета СССР решением Московского городского Совета народных депутатов.
- Нагрудный знак «За отличные успехи в работе» за заслуги в области высшего образования СССР, награждён Министерством высшего и среднего образования СССР и ЦК профсоюза (1989)
- Нагрудный знак «Почётный работник высшего образования Российской Федерации» за заслуги в области высшего образования России, награждён приказом Министерства образования и профессионального образования от 18.02.1997 г. № 18-50.
- 21 октября 2006 года указом президента Российской Федерации № 1178 удостоен почётного звания «Заслуженный деятель науки Российской Федерации»[8].
- Медаль «В память 850-летия Москвы» (Указ Президента Российской Федерации от 26 апреля 1997 г.).
- Нагрудный знак «За содействие МВД России» (2007) за разработку концепции безопасности на спортивных  сооружениях[9].
- Почётная грамота «За большой вклад в развитие российского бизнес-образования» от Российской ассоциации бизнес-образования (29.06.2015 г.)[10].
- Нагрудный знак «За заслуги перед университетом» Российского экономического университета имени Г. В. Плеханова (10.09.2015 г.).

## Избранные публикации
- Иоффе М. Я. Ресурсы продуктов животноводства: формирование и использование (монографии), М., Экономика, 1983 г.
- Иоффе М. Я. Иваницкий В. И., Невмержицкий В. И. Роль торговли в реализации Продовольственной Программы (монография), Киев, Вища школа, 1984 г.
- Иоффе М. Я. Главы XIII—XVI Организация торговли, учебник для экономических вузов торговых вузов под редакцией Серебрякова С. В., Аванесова Ю. А. — М., Экономика, 1978 г.
- Иоффе М. Я. Главы XIV—XVI Организация торговли, учебник для экономических вузов торговых вузов под редакцией Аванесова Ю. А. — М., Экономика, 1984 г.
- Иоффе М. Я., Бешкинская Е. В. Образовательные услуги вуза (Методология и практика исследования рынка (монография), РИО РЭА им Г. В. Плеханова, 2000 г.
- Иоффе М. Я. Планирование и размещение складского хозяйства, журнал «Плановое хозяйство», № 5, 1979 г. (128—133).
- Иоффе М. Я. Подсобные хозяйства промышленных предприятий и организаций (Продовольственная программа — всенародная цель). Журнал «Плановое хозяйство», № 11, 1982 г. (71—77).
- Иоффе М. Я. Межотраслевые связи в производстве и реализации продуктов животноводства, журнал «Плановое хозяйство», № 9, 1983 г. (83-87).
- Иоффе М. Я. Резервы холодильного хозяйства в сокращении потерь скоропортящиеся продукции; журнал «Плановое хозяйство» № 1. 1986 г. (94-99).
- Иоффе М. Я. Планирование ресурсов животноводческой продукции. Журнал «Плановое хозяйство» № 9, 1993 (78-88).
- Иоффе М. Я. Резервы личного подсобного хозяйства (вопросы теории): Экономическая газета, № 23, 1982 г.
- Иоффе М. Я. Внимание холодильному хозяйству. Экономическая газета, № 8, 1986 г.
- Иоффе М. Я. Произвести и сохранить, газета «Правда». 13.02.1986 г.
- Иоффе М. Я., Усов В. В. Социологические исследования эффективности рекламы (на примере продтоваров); журнал «Социология исследования», М., 1980, № 1, Академия наук СССР (122—126).
- Иоффе М. Я. Что может дать колхозный рынок (Продовольственная программа и торговля) журнал «Советская торговля», № 11, 1982 г.
- Иоффе М. Я. Аграрная политика КПСС на современном этапе. Майский Пленум ЦК КПСС (1982 г.), журнал «Советская потребительская кооперация», № 12, 1982 г. (38-40).
- Иоффе М. Я. Потребительская кооперация и АПК: Проблемы экономического социального развития. Журнал «Советская потребительская кооперация», № 2, 1984 г. (23-30).
- Иоффе М. Я. Важный резерв есть. Нужно полнее его использовать. Журнал «Коммерческий вестник». № 7, 1986 г. (10—13).
- Иоффе М. Я. Снижать потери продуктов производства. Журнал «Советская торговля», № 6, 1983 г.
- Иоффе М. Я. Сущность потребительской стоимости и задачи товароведения. Журнал «Советская торговля», № 12, 1985 г. (28—30).
- Иоффе М. Я., Жильцова С. В., Карташова Л. В. МВА в России: впереди большие перемены, журнал «Управление персоналом», № 18, 2004 г.
- Иоффе М. Я. Участники конкурса твердо знают, для чего им МВА, газета «Известия», № 69, 22.04.2005 г.
- Иоффе М. Я. Создание супер-бизнес-школ надо рассматривать в контексте развития всего российского бизнес-образования. Газета «Известия», № 228, 14.12.2006 г.
- Иоффе М. Я. Серия учебников (15 книг) по программам МВА; Издательство «Инфра-М», 2005 г.